# Peter Blum (Schauspieler)
Peter Blum (* 1991 in Mainz) ist ein deutscher Schauspieler.

## Leben
Peter Blum machte seine ersten Bühnenerfahrungen im Schultheater. Außerdem war er als Kind und Jugendlicher ab 2005 als Statist am Staatstheater Mainz aktiv. Er besuchte das Bischöfliche Willigis-Gymnasium in Mainz, wo er 2011 sein Abitur ablegte. Von 2011 bis 2014 war er Mitglied des Mainzer Vokalensembles „Capella Moguntina“.
Blum studierte zunächst von 2012 bis 2014 Theaterregie an der Universität Mozarteum in Salzburg, wo er unter anderem Unterricht bei Jörg Lichtenstein, Amelie Niermeyer, Kai Ohrem und Volker Lösch hatte. 2014 trat er in der Produktion 36.566 Tage bei den Salzburger Festspielen auf.
Von 2015 bis 2019 absolvierte er sein Schauspielstudium an der Bayerischen Theaterakademie „August Everding“ in München. Während seines Studiums wirkte Blum unter der Regie von Ulrich Rasche und Dimiter Gotscheff in zwei Produktionen des Münchner Residenztheaters mit, die zum Berliner Theatertreffen eingeladen wurden. Außerdem wirkte er in freien Theaterproduktionen mit. 2016 trat Blum mit dem Theaterkollektiv „Tod & Teufel“ in Samuel Becketts Das letzte Band beim „WortSchauFestival“ im Pepper-Theater in München-Neuperlach auf, wobei seine schauspielerische Leistung unter der Regie von Makanian Zerefay „ausdrücklich gewürdigt“ wurde.
In der Spielzeit 2017/18 gastierte er am Staatstheater Nürnberg in der deutschsprachigen Erstaufführung des Theaterstücks Abgefrackt! (Regie: Klaus Kusenberg) des britischen Autors Alistair Beaton. In der Spielzeit 2018/19 spielte er am Residenztheater München in Tina Laniks Inszenierung des Theaterstücks Junk von Ayad Akhtar.
Ab der Spielzeit 2019/20 gehörte er bis 2021 zum festen Ensemble des Jungen Theaters Regensburg. Dort debütierte er als „Krümel“ in Die Brüder Löwenherz. Im Familienstück Die kleine Hexe (nach Otfried Preußler) war er in der Spielzeit 2019/20 in mehreren Rollen zu sehen. In der Spielzeit 2021/22 gastierte er als Horatio in Hamlet am Theater Hagen.
Blums erste Filmarbeit war im Herbst 2015 der Kinofilm Luna (2017) von Regisseur Khaled Kaissar. Außerdem wirkte er in Kurzfilmen mit, die an der HFF München entstanden. Die ZDF-„Herzkino“-Reihe Marie fängt Feuer (2019) war Blums erste TV-Produktion.
Peter Blum lebt in Mainz.

## Filmografie (Auswahl)
- 2017: Luna (Kinofilm)
- 2017: About a Lonely Pineapple (Kurzfilm)
- 2017: Fully Furnished (Kurzfilm)
- 2019: Marie fängt Feuer: Alles oder nichts (Fernsehreihe)

## Hörspiele (Auswahl)
- 2014: Heinrich von Kleist: Frauen Geschichten: Radio Penthesilea. Frei nach Motiven aus Heinrich von Kleists Drama Penthesilea – Produktion, Bearbeitung und Regie: Julia Wissert; Katrin Herm; Peter Blum; David Schnaegelberger; Klaus Buhlert (Hörspielbearbeitung – SWR/Mozarteum Salzburg)